# Marcel Höttecke
Marcel Höttecke (* 25. April 1987 in Lippstadt) ist ein ehemaliger deutscher Fußballspieler auf der Position des Torwarts, der u. a. für Borussia Dortmund in der ersten und den 1. FC Union Berlin in der zweiten Bundesliga aktiv war. Seit dem Ende seiner Spielerkarriere ist er Torwarttrainer.

## Karriere als Spieler
Marcel Höttecke begann seine Laufbahn in seiner Heimatstadt beim TSV Rüthen. Schon bald wechselte er in die Jugendmannschaft des SC Lippstadt; über Westfalia Erwitte kam er schließlich zum SC Paderborn 07. Dort entdeckten Scouts von LR Ahlen das Talent Hötteckes und er wechselte in die Jugendmannschaft der Westfalen. In der Saison 2006/07 wurde er als Jugendspieler in den Kader des Zweitligisten berufen.
Zur Winterpause wechselte er zu Borussia Dortmund, wo er allerdings hinter Roman Weidenfeller und Marc Ziegler nur dritter Torwart war. Als Stammtorwart der zweiten Mannschaft spielte er in der Saison 2007/08 in der Regionalliga Nord in 30 Spielen 17 mal zu Null.
Sein Profidebüt in der Bundesliga gab er am 16. April 2008 bei der 1:3-Heimniederlage gegen Hannover 96. Auch beim 0:0 gegen den 1. FC Nürnberg am 2. Mai 2008 stand er im Tor und spielte erstmals in der Bundesliga zu Null. Im letzten Saisonspiel der Regionalliga-Saison 2007/08 erlitt Höttecke einen Unhappy Triad und verpasste daher die gesamte Spielzeit 2008/09. Seitdem war er wieder Stammtorhüter der Dortmunder Zweitvertretung in der 3. Liga. 
Mitte April 2010 gab der Zweitligist 1. FC Union Berlin die Verpflichtung Hötteckes zur Folgesaison bekannt. Höttecke wurde als Konkurrent zum bisherigen Stammtorwart Jan Glinker verpflichtet und erhielt einen Vertrag bis Ende der Saison 2012/13. Im Laufe der Saison sicherte sich Höttecke den Stammplatz im Tor. Seine guten Leistungen wurden auch von den Fans honoriert, die ihn zum „Unioner des Jahres 2011“ wählten. In die Folgesaison startete Höttecke als etatmäßiger Stammtorwart, verletzte sich aber zu Saisonbeginn und verlor daraufhin seinen Stammplatz wieder an Glinker.
Mit der Verpflichtung von Daniel Haas als Stammtorwart zu Beginn der Spielzeit 2012/13 verlor Höttecke endgültig seinen Platz im Kader. Trotzdem blieb er bis zu seinem Vertragsende bei den Köpenickern. Nach seinem Abschied von Union wechselte er zum Regionalligisten Berliner AK 07. Nach einer Saison beim BAK 07 kehrte Höttecke im Jahre 2014 in seine Heimat zurück und schloss sich dem SV Lippstadt 08 an. Nach der Spielzeit 2015/16 beendete Höttecke seine aktive Laufbahn als Torhüter. 

## Karriere als Torwarttrainer
Seit der Spielzeit 2016/17 trainierte Höttecke als Torwarttrainer die Torhüter im Nachwuchsleistungszentrum von Borussia Mönchengladbach. Im Juni 2019 gab der Chemnitzer FC die Verpflichtung von Höttecke als Torwarttrainer für seine Drittliga-Mannschaft bekannt. Höttecke besitzt die UEFA B-Lizenz und ist Absolvent des DFB Torwarttrainer-Leistungslehrgangs. Zur Saison 2022/23 wechselte Höttecke als Torwarttrainer zum VfL Osnabrück. Nach der Saison 2023/24 verließ Höttecke den VfL Osnabrück, um sich der Jugend-Abteilung von Union Berlin anzuschließen.